# Quinto Petelio Libone Visolo
Quinto Petelio Libone Visolo (fl. V secolo a.C.) fu decemviro nel 450 a.C..

## Decemvirato
Nel 450 a.C. fu eletto tra i decemviri per il secondo decemvirato, che sebbene arrivò a produrre quello per cui era stato istituito, ovvero la riforma dell'ordinamento romano attraverso la stesura delle Leggi delle XII tavole, si caratterizzò per una forte impronta anti popolare ed autoritaria, tanto che i dieci magistrati andarono oltre il mandato conferitogli.
Allo scoppio delle ostilità contro Sabini ed Equi, Quinto fu inviato insieme a colleghi Manio Rabuleio e Quinto Fabio Vibulano, a condurre le operazioni contro i Sabini. Tra i propri soldati militavano Lucio Icilio, fidanzato di Verginia, e Publio Numitorio, zio materno della ragazza, futuri tribuni della plebe.
Nel 449 a.C., ristabilite le prerogative dei Tribuni della plebe dai consoli Lucio Valerio Potito e Marco Orazio Barbato, fu accusato dai tribuni per le azioni illegali adottate durante il decemvirato, e per questo fu inviato all'esilio, dopo che gli furono confiscati i propri beni..